# Jules Moinaux

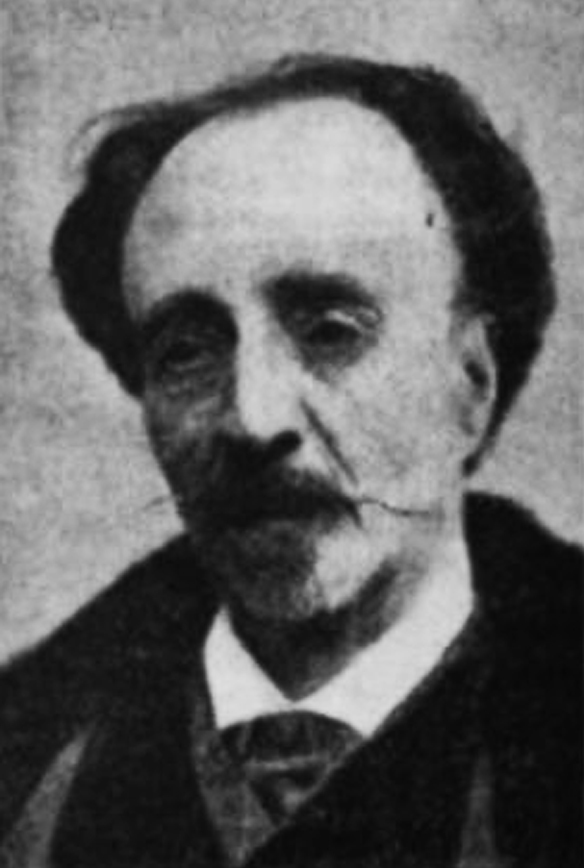
Jules Moinaux

Jules Moinaux (eigentlich Joseph-Désiré-Jules Moineaux, auch Moineau geschrieben; * 24. Oktober 1815 in Tours; † 1896 in Saint-Mandé) war ein französischer Librettist.

## Leben
Der Sohn des Tischlers Jacques-Joseph Moineau wurde Stenograph im Justizpalast in Paris. Ab 1853 verfasste er eine Reihe erfolgreicher Vaudevilles. Dadurch wurde Jacques Offenbach auf ihn aufmerksam, für den er Les Deux Aveugles verfasste. Als Kolumnist der Gazette des Tribunaux und des Charivari veröffentlichte er beißende zeitkritische Satiren.
1866 wurde sein Stück Les Deux Sourds am Pariser Théâtre des Variétés uraufgeführt. Während des Deutsch-Französischen Krieges 1870 meldete er sich als Freiwilliger zur Nationalgarde. Während in den meisten Pariser Theatern patriotische Stücke liefen, führten die Folies-Dramatiques seine komische Oper Le Canard à trois becs in der Vertonung von Émile Jonas mit großem Erfolg auf.
1871 erschien bei den Éditions Lachaud seine von Charles Lecocq vertonte Buffo-Oper Le Testament de Monsieur Crac, die 1874 am Théâtre des Bouffes-Parisiens uraufgeführt wurde. Zwischen 1881 und 1888 veröffentlichte er eine fünfbändige Sammlung seiner Schriften unter dem Titel Tribuneaux comiques.  1886 erschien bei den Éditions Jules Lévy Le Bureau du Commissaire mit einem Vorwort von Alexandre Dumas und einhundertdreißig Illustrationen von Louis-Charles Bomblet, zwei Jahre später Les Gaietés bourgeoises.
Zwei Jahre nach Moinaux’ Tod wurde in Tours eine Straße nach ihm benannt. Sein Sohn Georges wurde unter dem Namen Georges Courteline als Schriftsteller bekannt.